# Kvitkvæven
Der Kvitkvæven  (norwegisch für Weißer Trog) ist ein vereistes Kar der Heimefrontfjella im ostantarktischen Königin-Maud-Land. Es liegt auf der Südwestseite des Skjønsbergskarvet in der Sivorgfjella.
Wissenschaftler des Norwegischen Polarinstituts benannten es 1967 deskriptiv.